# Gnathomeces leucopis
Gnathomeces leucopis là một loài bướm đêm trong họ Noctuidae.